# Teodoro Cumno
Teodoro Cumno (fl. XII secolo) è stato un dignitario bizantino della fine del XII secolo, attivo durante i regni di Andronico I Comneno (1183-1185) e di Isacco II Angelo (1185-1195), ricoprendo anche l'incarico di Chartularius dell'Impero.

## Biografia
Teodoro Cumno apparteneva alla famiglia Cumno, che faceva parte dell'alta aristocrazia bizantina da diversi decenni. Già cartulario durante la reggenza di Alessio II Comneno (1180-1183), scrisse delle lamentazioni quando il corpo del giovane imperatore fu gettato in mare al momento dell'usurpazione di Andronico I. Rimase un importante dignitario sotto il regno di quest'ultimo, nonostante la grande epurazione politica che ebbe luogo all'epoca. Particolarmente influente, fu accusato di appropriazione indebita dai mercanti pisani. Si oppose anche alle misure economiche, ma fu uno dei più fedeli sostenitori di Andronico quando questi dovette affrontare l'invasione normanna nel 1185. Essendo uno dei generali incaricati di difendere Tessalonica, fu l'unico a resistere agli invasori e tentò di attaccarli mentre erano sotto assedio con la guarnigione data in comando a Davide Comneno. Alla fine fu sconfitto e dovette ritirarsi.  Si rifiutò anche di registrare le esenzioni fiscali per il thema dell'Hellas che gli erano state inviate dal nuovo governatore Niceforo Prosuchos. Senza dubbio riteneva il costo troppo elevato per l'erario imperiale.
Quando Andronico fu rovesciato nel settembre 1185 da Isacco II Angelo, Teodoro Cumno riuscì comunque a sopravvivere al cambio di regime, anche se non era più a capo dell'amministrazione fiscale. In particolare, guidò con successo un esercito contro un pretendente al trono, che si spacciava per Alessio II in Paflagonia. Continuò a essere coinvolto in conflitti con i mercanti italiani e imprigionò Symeon Musonus, un genovese accusato di aver interferito con il trasporto di un'ambasciata musulmana a Costantinopoli. All'epoca era uno dei numerosi dignitari imperiali accusati di arricchimento personale in un contesto di corruzione dilagante, insieme al megaduca Michele Strifno. Nel 1193 fu insignito del titolo di cartulario dello stato.